# فوميل لبيب
فوميل لبيب (24 سبتمبر 1929 - 5 مارس 1988) كاتب وصحفي مصري راحل .

## بدايته
حصل علي ليسانس الحقوق لكنه إتجة للعمل بالصحافة، عمل منذ عام 1947 وهو طالب بالجامعة في مجلة روز اليوسف، ثم بعد التخرج عين محرراً بدار الهلال، هو مؤسس ورئيس اتحاد الكتاب السياحيين عام 1983،

## من أعماله
- مابعد الحب.
- ناعسة.
- الكنز).
- كوبا..للتمساح دموع حقيقية

## وفاته
توفي في 5 مارس 1988 عن عمر يناهز 58 سنة.

## روابط خارجية
- فوميل لبيب على موقع السينما كوم.